# Théorie du cycle des produits
La théorie du cycle des produits est une théorie du commerce international qui explique le commerce international par l'évolution du cycle de vie des biens. Selon ce modèle, les biens innovants sont d'abord produits dans les pays riches, où différents modèles coexistent ; une fois un modèle sorti vainqueur, et comme tous les concurrents produisent le même, les concurrents décident de délocaliser leur production dans des pays pauvres. Le commerce international de biens à haute valeur ajoutée s'expliquerait par ce cycle de production.

## Historique
Le cycle de développement et de production des biens fait l'objet d'une attention de la part de la science économique depuis au moins le début du XXème siècle. Alfred Marshall décrit en détail, dans Industry and Trade (1919), les étapes de la production d'un produit. Ces théories ne sont toutefois que rarement utilisées dans le cadre d'une réflexion sur le commerce international. En 1961, puis en 1966, Abraham Hirsch et Raymond Vernon, puis Vernon seul, proposent une théorie, appelée « théorie du cycle des produits ».

## Explication
L'approche de la théorie du cycle des produits est évolutive : le bien est considéré comme n'étant pas monolithique, mais comme évoluant dans ses caractéristiques, et dans ses lieux de fabrication. Le modèle de Vernon explique comment, au cours du cycle de vie d'un produit, les lieux de production du bien se déplacent géographiquement, stimulant le commerce international.  
La première phase de la vie d'un bien est sa création. L'innovation a généralement lieu dans un pays riche, et il renferme une forte valeur ajoutée. Le caractère novateur du bien a pour conséquence que les entreprises qui le produisent sont en concurrence entre elles, mais produisent des modèles différents, car le bien n'est pas encore standardisé. De ce fait, la production doit avoir lieu dans un pays riche, car les consommateurs qui ont un niveau de vie élevé vont, par leurs achats, donner des indications aux producteurs sur leurs préférences de modèle.
Dans un deuxième temps, le produit, standardisé en termes de taille, de processus de production, etc., évolue relativement peu. Alors, la production est délocalisée dans des pays qui ont un coût du travail et de production plus faible. Lorsque, dans la troisième phase, le bien est devenu si peu cher que les pays riches peuvent en acheter beaucoup, la demande excède l'offre. Cela stimule l'innovation et le développement de nouveaux produits, qui a lieu dans les pays riches, relançant le cycle.

## Phases

### Première phase: innovation
L'innovation est, durant cette phase, la règle. Le producteur cherche à adapter son produit, et teste de nouvelles manières de le produire. La production est alors particulièrement intensive en travail qualifié : l'entreprise a besoin d'ingénieurs, de scientifiques, etc. De ce fait, les coûts unitaires de fabrication sont élevés, et les prix de vente avec : la consommation du produit n'a lieu que dans le pays riche qui l'a produit, ou dans quelques autres pays riches. 
L'entreprise qui a innové dispose d'un monopole temporaire, consacré par un brevet. Les barrières à l'entrée sont parallèlement élevées. Les concurrents entrent progressivement sur le marché.

### Deuxième phase: croissance du produit
Le produit étant mis au point, la technologie qui l'a vu créer se stabilise. Le bien se standardise, ce qui réduit les dépenses de recherche et développement. La différenciation entre les différents modèles se fait de plus en plus sur des innovations mineures. L'intensité capitalistique de la production demeure toutefois forte, car si les dépenses de R&D sont réduites, les entreprises doivent investir lourdement pour construire les ateliers de production. 
Cette standardisation permet une production à plus grande échelle, répondant à une demande croissante. Afin de réduire les coûts, la production a de plus en plus souvent lieu dans des pays émergents, où la main d’œuvre coûte peu. 
La structure du marché devient oligopolistique.

### Troisième phase: arrivée à maturité
Dans l'ultime phase, la technologie se banalise. Les techniques de production sont répandues. Les travailleurs non-qualifiés ou peu qualifiés dominent les processus de production, permettant une compression des coûts et des prix. A ce moment, la consommation du bien est courante chez les populations à bas revenu, et plus faible chez celle à haut revenu : le produit est devenu un banal bien de consommation courante. L'obsolescence du produit se confirme progressivement, la technologie devenant dépassée.
A ce stade du cycle de vie du bien, les pays riches importent en quasi-totalité des pays pauvres ces biens.